# Дума
Ду́ми — один із жанрів фольклору; ліро-епічні твори української усної словесності про події з життя козаків XVI—XVIII століть. Козацька дума — жанр суто українського речитативного народного та героїчного епосу, який виконували мандрівні співці-музики: кобзарі, бандуристи, лірники в Лівобережній Україні.

## Історія дослідження

### Найдавніші записи
Поняття «дума» в розумінні повідомлення, реляції згадується ще в Іпатіївському літописі 1169 року: «Володимиръ же радъ бъıвъ думѣ ихъ и посла к Рагуилови Добръıничю и къ Михалеви и къ Завидови ӕвлѧӕ имъ думу свою…». Одна з найперших згадок про співані оповіді, звані «думами», трапляється у 1506 р. в хроніці «Аннали або про походження та обставини діянь Поляків та Литвинів» (пол. Annales sive de origine et rebus gestis Polonorum et Lithuanorum, 1587 р. польського історика Станіслава Сарницького.
Розповідаючи про загибель хоробрих братів Струсів 1506 року у битві з волохами, польський автор зазначив, що про них "ще й тепер (тобто, в той час, коли писалися «Аннали…» — 70—80-х рр. XVI ст.) співають елегії, «звані в русинів думами» («gua Dumas russi vocant»).

Нотатки Сарніцького цінні ще й тим, що супроводжуються унікальним описом давнього виконання дум: їх співали тужливим голосом, похитуючись то в той, то в інший бік, виражаючи в такий спосіб зміст і настрій пісні, з приграванням час від часу на сопілках. Цей останній момент щодо пригравання на сопілках — незвичний для дум. Але з того часу походить і свідчення, що думи виконувалися і в супроводі кобзи. У циклі віршів «Treny…» («Плачі») маловідомого польського поета XVI ст. Марцьяна Коберніцького, написаному на смерть одного з нащадків згадуваних братів Струсів — Якуба Струся — і надрукованому у 1589 році в Кракові, є рядки, в яких мовиться про те, що загиблого здатний оспівати належним чином не «веселий лютняр» (співець з лютнею), а тужливий кобзар з кобзою і своєю «сумною думою».

Це важливе свідчення того, що вже в XVI ст. пісенні твори, звані думами, мали певне жанрове і функціональне окреслення і що їх головним та визнаним виконавцем, на відміну від веселого музиканта-лютняра, був поважний народний співець з кобзою — кобзар.
Дотепер збереглися лише згадки про думи XVI століття в різних письмових джерелах, але жодного повного тексту на сьогодні немає. З анналів Сарницького довідуємося, що українці співали думи вже на початку XVI ст. думи про героїчну смерть братів Струсів, однак, на превеликий жаль, цей літописець не вніс до анналів жодного рядка цієї думи.
Перший відомий запис думи датується 10 січня 1684 р. Це — твір «Козак Голота». В рукописному збірнику Кондрацького, віднайденому в архіві Ягеллонського університету в Кракові, зафіксовано чотири зразки дум з Волині. Цей збірник був виявлений і опублікований академіком Возняком у 1928 році. У тому самому збірнику було вміщено й чабанську оповідну гумористичну пісню («Ой колі ж я, панове, в Оронках бивав»), яку дехто вважає гумористичною думою.
Успішнішим щодо даних, які збереглися про думи, є XVII століття. Зокрема, у рукописному збірнику Кондрацького збереглося аж чотири зразки української думової творчості: «Козак Нетяга», «Смерть Корецького» і два зразки жартівливих пародій на думи.

### Початок 19 століття
На початку XIX ст. у 1805 р. Василь Ломиковський почав записувати тексти народних дум на Миргородщині. Вперше опублікував думи князь Цертелі, котрий у 1814 році також займався збиранням дум на Полтавщині. Він видав свої записи в Петербурзі окремою книжечкою під заголовком «Опыт собрания старинных малороссийских песен» у 1819 р., куди увійшло 9 дум і 1 пісня. Саме цій книжечці судилося стати першою ластівкою українських фольклорних видань та публікацій цього жанру. У передмові до неї Цертелєв написав, що збирати українські пісні його спонукало бажання знайти українську, «Іліаду» або щось подібне. І він побачив, що український народ також здатний до великого творчого злету, про що свідчать його пісні, які є уламками великого епосу. У 1827, 1834, 1849 роках в своїх збірниках тему розвинув Михайло Максимович.
Перше наукове видання дум з варіантами і поясненнями підготували Володимир Антонович та Михайло Драгоманов у 1874 і 1875 роках. Павло Житецький 1892 року в журналі «Кіевская старина», а у 1893 році окремою книжкою, видав збірку зібрану Ломиковським.

### Романтизм
3 того часу поетичний епос України привертав увагу багатьох науковців. Особливо в епоху романтизму (І половина 19 ст.).
Найвизначнішими виданнями дум І половини 19 ст. були шість випусків «Запорожской старины» (1833—1838) Ізмаїла Срезневського, збірка Платона Лукашевича «Малороссийские и червонорусские народные думы и песни» (1836), збірники Михайла Максимовича «Украинские народные песни» (1834) і «Сборник украинских песен» (1849). Остання з названих книг мала особливо велике значення. У ній було чітко з'ясовано ознаки жанру думи і надруковано усі відомі на той час думи — загалом 20 сюжетів, значна частина яких була подана в нових, досі невідомих варіантах.
Новий етап дослідження дум почався у 50-х роках 19 ст., коли з'явилися не тільки тексти дум, а й описи кобзарського середовища, в якому вони побутували.
Дуже важливе значення для української фольклористики мала збірка пісень у записах поета-романтика Амвросія Метлинського — «Народные южнорусские песни» (К.. 1854), де крім дум, подаються короткі коментарі і відомості про виконавців. Подібною до неї була двотомна праця Пантелеймона Куліша «Записки о Южной Руси» (Т. 1, 1856; Т. 2, 1857). Тут публікація епічних творів здійснювалася за новим принципом — у тісному зв'язку із побутом та життям їх носіїв. Зокрема, тексти дум розташовувалися за репертуаром кобзарів, подавалася біографія і характеристика кожного з них, портрети, описувалася манера виконання дум.
У 1856 р. Микола Маркевич видав у Києві збірник «Южно-руські пісні з голосами», де була вміщена дума «Проводи козака» і музичний супровід до неї. Це вважається першою публікацією мелодії дум.

### 1870-ті-1890-ті
У 1860-х роках під тиском Валуєвського циркуляру фольклористична діяльність звужується, і тільки в 70-х роках посилюється інтерес до вивчення дум та виконавської манери кобзарів. Так, у першому томі «Записок Юго-Западного отдела Русского географического общества» (1873) докладно розповідається про відомого співця Остапа Вересая, його манеру виконання. Знову з'являються нові видання, серед яких — статті і публікації дум Миколи Костомарова в журналах «Беседа» та «Запорожская старина». Найґрунтовнішим на той час було видання «Исторические песни малорусского народа с объяснениями Вл. Антоновича и М. Драгоманова» (Т. 1, 1874; Т. 2, 1875), де упорядники вмістили майже всі відомі думи (17 текстів) з коментарями історичних реалій. Значним досягненням були видання Олександра Русова, Миколи Лисенка, який, крім текстів, записував мелодії дум у виконанні кобзаря Остапа Вересая.
У 1880 — 90-х роках було записано ряд нових варіантів дум. Важливе місце в історії дослідження зайняла праця Павла Житецького «Думки про народні малоруські думи» (К., 1893). У ній автор зробив підсумок вивчення жанру, визначив місце серед інших фольклорних жанрів, охарактеризував діяльність народних співців — носіїв цих творів. Він аналізує епос з точки зору теорії його аристократичного походження. Окрім теоретичної частини, у книзі опублікувався ряд нових дум. У 1897 р. у Чернігові вийшов збірник «Думи кобзарські» Бориса Грінченка.
У збиранні, публікації, вивченні дум активну участь брали Микола Лисенко, Порфирій Мартинович, Олександр Потебня, Микола Сумцов, Володимир Перетц, Дмитро Яворницький, Іван Франко та ін.

### Дослідження дум на початку 20 століття
Новий етап у вивченні думового епосу на початку 20 ст. пов'язаний з іменами Євгенії Ліньової, яка 1902-го здійснила перший фонографічний запис дум у виконанні Михайла Кравченка, та Лесі Українки, яка у 1908 р. на власні кошти організувала експедицію для записування дум на фонографі, та Філарета Колесси, який здійснив цей задум на Полтавщині. Результатом їх спільної праці стало двотомне видання текстів дум з мелодіями («Мелодії українських народних дум», Львів, Т. 1, 1910; Т. 2, 1913). З експедиції збереглися також аудіозаписи дум на фоноваликах, які були оцифровані у 2013—14 рр. Ф. Колессі належать й інші важливі праці про цей жанр, зокрема у 1920 році він видав у Львові збірку «Українські народні думи», а в 1921 — дослідження про ґенезу народних дум. Він вперше дав науково обґрунтоване визначення словесної та музичної форм жанру. У 1919 виходять також «Українські думи та пісні історичні», упорядковані Дмитром Ревуцьким.
Найґрунтовніше наукове видання дум у XX ст. здійснила Катерина Грушевська (Українські народні думи, т. 1-2. — К., 1927, 1931), але воно було з бібліотек вилучене, а дослідниця репресована.

### Сучасні дослідження
До сучасних досліджень дум найбільший внесок зробили Максим Рильський, Михайло Стельмах, М. Родіна, Григорій Нудьга, С. Мишанич, Борис Кирдан та ін.

## Походження
Слово «дума» часто зустрічається у давньоукраїнських рукописних джерелах на означення думки, мислення. Лише згодом воно набуло дещо іншого значення і ним став визначатися жанр епічного поетичного твору, епічної пісні героїчного плану. Хоч ті думи, що збереглися до наших днів, виникли, вочевидь, приблизно у 15 столітті, оскільки відтворені в них історичні події не виходять за межі 15—18 ст., незаперечним є факт, що до того українці вже мали досить розвинутий героїчний епос, який ліг в основу виникнення дум. У літописах неодноразово згадується про княжих співців-поетів, що складали пісні на честь героїв, у своїх творах возвеличували подвиги князів і дружини.
Первісно слово «дума» вживалось для означення жанру пісні на честь померлого чи загиблого лицаря — саме в такому значенні воно вживається у писемних пам'ятках 16 століття. Відтоді збереглися не лише окремі згадки про те, що українці виконували думи, а й описи манери їх виконання з вказівкою на те, що вони супроводжувались грою на музичному інструменті. На означення інструмента, яким користувалися співці дум, найчастіше вживається у давніх письменах слово «кобза». Думку про те, що первісні думи складалися на честь загиблого героя, підтверджують дослідження, які вказують, що епос багатьох народів за своєю природою, за походженням пов'язаний з плачами і похоронними голосіннями (Плачі за Патроклом, Гектором і Ахіллом нібито стали початком «Іліади», плачі за Зігфрідом і бургундами були імпульсом до виникнення «Пісні про Нібелунгів» тощо).
Стосовно українських дум вперше це зауважив Михайло Максимович, а потім продовжив і розвинув цю думку Філарет Колесса, який довів, що думи близькі до народного голосіння своєрідною формою поетичного і музичного вислову. Ф. Колесса дослідив і встановив, що думи та голосіння споріднює мелодійна та ритмічна близькість (речитативний стиль), нерівноскладовість віршових рядків, перевага дієслівних рим, певна імпровізація тексту і музики.
Голосіння існували у праслов'ян здавна — голосили за померлим родовим ватажком чи героєм ще у незапам'ятні часи (ця традиція є чи не у всіх народів). Але коли у народній свідомості витворюється культ князя-богатиря — відважного лицаря, що віддає своє життя за спільні інтереси народу і держави, — давніми голосіннями уже не можна було висловити всі почуття і настрої, щоб гідно оплакати загиблого. Тому виникають пісні-плачі, у зміст яких, крім оплакування смерті народного героя, вноситься похвала його справам і подвигам, звершеним за життя, і запевнення, що його слава не загине, а збережеться у наступних поколіннях. Про такі пісні йдеться у рукописах арабських мандрівників, в яких вони описують похорони у слов'ян (зокрема, на території Київської Русі). Очевидно, ці пісні і стали перехідною ланкою від похоронних пісень-плачів до героїчних дум у сучасному розумінні цього жанру. До того часу, поки ці пісенні твори почали називати думами, в народі побутували назви «невольничі плачі», «лицарські пісні», «козацькі псалми».
Перші згадки про думи знаходимо не в українських, а у польських пам'ятках літератури 16 ст., де говориться про речитативний український поетичний епос, що користувався пошаною у тогочасній Польщі. Однак термін «дума» вживався не лише на означення цього жанру в сучасному розумінні. У деяких випадках так називали сумні, елегійні, героїчні пісні на історичні теми, які мали чітку строфічну будову і лише змістом наближались до дум.
Найдавніше вживання слова «дума» в значенні «пісня» знаходить у перекладі Біблії, зробленому з латинської мови на польську ще в XV ст. і виданому в Кракові 1561 року, де латинське слово «carmen» (пісня) перекладено як «дума» ("…а над тобою думу будуть співати… ").
Першу згадку про думи як жанр пісенної творчості пов'язують з «Анналами» Сарніцького, надрукованими 1587 року. Станіслав Сарніцький, відомий польський історик XVI ст., народився у селі Липському на Холмщині. Для короля Стефана Баторія він склав літописні записки до історії польської держави аж до 1586 року, де хронологічно рік за роком описав різні події. Під 1506 роком зроблено запис:
|  | ...два брати Струси, войовничі і відважні юнаки, загинули, оточені і стиснуті волохами. Про них ще й тепер співають елегії, які українці називають думами, тужливим голосом, відтворюючи рухами співаючих, які рухаються то в один, то в другий бік, те, про що співається, і навіть селянська юрба, час від часу граючи на дудках жалібні мелодії, наслідує те ж саме |

Залишається невідомим, звідки Сарніцький взяв відомості про те, що існують елегії про Струсів, і що вони називаються думами. Сарніцький виводить такі характеристичні особливості думи:
- громадський зміст;
- елегійний характер;
- сумний мотив;
- під час виконання — жестикуляція.

Про такий же характер дум говорять інші польські письменники XVI—XVII ст., зокрема, філософ Петрици (Petrycy) в перекладі Аристотелевої «Політики». В деяких польських віршах XVI ст. думи названі військовими псалмами, які є обов'язковим атрибутом козацького життя, і в яких герої оспівуються ще за життя. На основі цих та інших спостережень Павло Житецький доходить висновків:
- батьківщиною дум була земля подільсько-галицька;
- думи в давніх часах були пісні епічного змісту, одначе з ліричним настроєм, властивим елегії;
- в козацькій добі народного життя постали думи військові, козацькі;
- від українців ця форма поезії перейшла до польської літератури, де з'явився жанр думи, але не як народний твір, а як меланхолійна пісня, створена автором.

В українських писемних пам'ятках слово «дума» зустрічається в рукописних співаниках 17 століття, поетиках, віршах, літописних записах. Але оскільки тут думами називаються елегійні, історичні героїчні пісні про лицарську смерть, про драматичні сторінки з життя народу, про відвагу і завзяття у боротьбі з чужинською навалою, можна зробити висновок, що так тоді називали народні твори, які складали окрему групу не за формою, а за змістом і характером викладу подій. У такому значенні вжито це слово і в літописах Грабянки й Величка.
Щодо близькості українських дум до билинного епосу, то серед учених одностайності немає. Про спорідненість цих жанрів говорили Ю. Тихонов, О. Міллер, М. Дашкевич, М. Плісецький, а згодом Г. Нудьга та О. Мишанич.
З традицією лицарсько-дружинної поезії епохи Київської Руси-України дослідники пов'язують билинну епічну творчість, зразки якої дійшли щойно в записах XVIII — XIX ст. Хоча вони виявлені збирачами переважно на Півночі Росії, проте своїм змістом, сюжетами, образами героїв, картинами природи вони тісно пов'язані, особливо билини так званого київського циклу, з історичними реаліями саме Київської Русі. І навіть билинні пейзажі, флора і фауна аж ніяк не ідентифікуються з російською Північчю.
На це віддавна звертається увага в дослідницькій літературі. Проте більшість російських учених, особливо радянського часу, схильна зараховувати билини виключно до великоруського фольклору. Безпідставність такої позиції переконливо довів М. Грушевський у своїй «Історії української літератури», четвертий том (книга 1) якої майже повністю присвячений зв'язкам билинної поезії з епохою Київської Русі і також з українською фольклорною традицією.
На думку Г. Нудьги, відомі тепер думи — жанр героїчної народнопоетичної творчості, який виник десь на рубежі 15 ст. як продовження епічних традицій минулого, що мали свої Ґенетичні корені в найдавніших героїчних ліроепічних похоронних піснях, а ті, в свою чергу, — в народних голосіннях.

## Класифікація дум
Для класифікації дум, яку намагалися здійснити різні дослідники, як правило, використовувалися два найпоширеніші принципи: хронологічний і тематичний.

### Класифікація Драгоманова
Хронологічний принцип використав у своїй праці «Исторические песни малорусского народа» Михайло Драгоманов. Здійснюючи класифікацію, він поділяє їх відповідно до часу виникнення, визначаючи такі основні групи:
- Пісні віку дружинного і княжого (тексти XIV—XV ст.).
- Поезія козацького віку (XVI — середина XVIII ст.).
- Пісні віку гайдамацького (2-га половина XVIII ст.).
- Пісні віку рекрутського і кріпацького (кінець XVIII — 1 половина XIX ст. (до відміни кріпосного права — в Австрії 1848 р., в Росії 1861 р.)).
- Пісні про волю (2 половина XIX ст.).

Проте цей принцип, більше пристосований до класифікації історичних пісень (до числа яких Драгоманов зараховував також і соціально-побутові пісні), виявився непридатним для класифікації дум. По-перше, думи як давніший жанр, що виник задовго до історичних пісень, представлені багатьма текстами, походження яких важко встановити, а тому неможливо визначити, до якого періоду їх відносити. По-друге, тематика дум суміжних періодів не просто перегукується, а є часто тотожною. Наприклад, думи 14—15 ст. та 16—18 ст. об'єднані темою боротьби проти іноземних загарбників, життя і страждання захоплених у полон козаків у чужинецькій неволі. Тому, переконавшись у некоректності такої класифікації жанру дум, інші дослідники використовували тематичний принцип, який не вимагає точного визначення часу походження кожної думи, тим більше, що, як ми вже зазначали, у багатьох випадках його встановити майже неможливо.

### Класифікація Колесси
Таку класифікацію здійснив Філарет Колесса у своїй праці «Усна словесність», в якій виділив народні думи в окремий жанр, підкреслюючи, що вони є своєрідним поетичним літописом українського народу, до багатства якого не може дорівнятися жоден європейський народ, хіба що сербський. Дослідник визначив жанр думи як козацький епос, «що зріс на підкладі воєнного козацького життя». Відповідно до такого визначення він подає хронологічні рамки, обмежуючи виникнення дум 16—18 ст. і відводячи їм лише півтори сотні років в історії українського фольклору: «вони витворювалися поступово, більшими й меншими групами, протягом 16—17  в., як на це вказує їх зміст із виразними слідами наверствовання. Думи про боротьбу з татарами й турками, на якій зосереджувалися воєнні вчинки козаків, належать переважно до найстарших, і тільки небагатьома зразками засягають у ІІ половину 17 в.».
За змістом Колесса поділяє думи про боротьбу з татарами і турками на 5 тематичних груп:
- Думи про турецьку неволю («Невільники», «Плач невільника», «Маруся Богуславка», «Іван Богуславець», «Сокіл», «Утеча трьох братів із Азова»).
- Думи про лицарську смерть козака («Іван Коновченко», «Хведір Безрідний», «Самарські брати», «Смерть козака на долині Кодимі», «Сірчиха й Сірченки»).
- Думи про щасливий вихід козаків із небезпеки та поворот із воєнного походу й поділ здобичі («Самійло Кішка», «Олексій Попович», «Розмова Дніпра з Дунаєм», «Отаман Матіяш»).
- Думи про Хмельниччину
- Думи без історичного підкладу з виразною моралізаторською тенденцією («Вдова», «Сестра і брат», «Прощання з родиною», «Поворот сина з чужини», «Дума про сон»).

Визначальною ознакою перших трьох груп дум Колесса називає те, що жодна з дум не пов'язана з якоюсь означеною історичною особою: «всі вони звеличують безіменних героїв, змальовують події й постаті типові для цілих століть і характеристичних для козацької доби». Усі ці думи «старшої верстви», на його думку, визначаються ліричним характером і сумовитим настроєм. Думи про Хмельниччину, які, на думку Колесси, мають зовсім інший характер: вони оспівують відомі історичні події 1648—57 рр., вказують на конкретних осіб («Хмельницький і Барабаш», «Молдавський похід Хмельницького», «Білоцерківщина», «Смерть Богдана і вибір Юрія Хмельницького»), а тому вирізняються реалістичним забарвленням.

### Сучасна класифікація
Сучасна класифікація дум також опирається на єдність хронологічного та тематичного принципів, тобто думи згідно з їх змістом поділяються на тематичні групи, які обмежуються часовими рамками. Таким чином думи поділяються на:
- Думи про героїчну боротьбу українського народу проти турецько-татарських загарбників та про турецьку неволю (14—15 ст.— рання козацька доба).
- Думи про героїчну боротьбу українського народу проти національного поневолення (16 — поч. 17 ст. — доба Хмельниччини і Гетьманщини).
- Соціально-побутові думи (кін. 17 ст. — період Руїни, політичного занепаду).

## Мовно-стилістичні ознаки дум
Домінантний елемент дум — словесний, а не музичний, і формується він до певної міри імпровізаційно, тому рими часто риторичні. Рими в думах переважно дієслівні.

### Жанрові особливості
Хоча думи визначаються як ліро-епічний жанр, але в них переважає епічний елемент. Про це свідчать чітка побудова сюжету, фабульність, оповідний характер опису подій, який, як правило, ведеться у хронологічній послідовності. Проте розповідь майже завжди подається у ліричному освітленні, яке виявляють широкі авторські відступи, пейзажні замальовки, проникнення у внутрішній світ героїв, оспівування їхніх почуттів та переживань.
На думку Г. Нудьги, «на відміну від плавності і широти розповіді гомерівського епосу в думах наявний сильний ліризм, який разом з драматизмом викладу дуже зворушує слухача. В цьому відношенні думи близькі до балад і деякий час європейські вчені так і називали їх українськими баладами. Однак своєрідна, надто оригінальна, тільки думам притаманна віршована форма, неповторний стиль, їх поетика виключають подібне ототожнення»..
Думи відзначаються стрункою, відшліфованою упродовж століть своєрідною поетичною формою, відмінною від усіх інших віршових форм українського фольклору. Неподібність дум до інших жанрів визначається передусім манерою виконання. Виконувались думи речитативом, що було своєрідною формою декламації в урочистому, піднесеному стилі. Драматизм виконання підсилювався музичним супроводом — грою на кобзі (рідше бандурі чи лірі). Віршовою і музичною формою думи репрезентують вищу стадію речитативного стилю, розвиненого раніше в голосіннях. Довгі рецитації дум наявні в пливкій, мінливій формі. Тому дуже важко (або й неможливо) вивчити їх напам'ять дослівно. На думку дослідників, кожен кобзар переймав від свого вчителя зразок рецитації (речитативного виконання) лише в загальних рисах, а тоді витворював свій варіант мелодії, під який виконував усі думи свого репертуару. Тобто досить гнучка та вільна щодо словесного та музичного вираження дума ніби завжди народжується заново, імпровізується. Жоден наступний варіант думи, навіть якщо вона виконується одним і тим самим виконавцем, не є тотожним з попереднім: у ході відтворення одні елементи мимоволі опускаються, інші додаються, тому думи належать до найбільш імпровізаційних видів фольклору.

### Віршова форма
До такого виконання також спонукає нечітка віршова форма. Думи не мають звичної для пісень, балад, коломийок та інших ліричних жанрів сталої строфи. Вірш думи астрофічний через змінність порядку римування, а також нерівноскладовий, з інтонаційно-смисловим членуванням на уступи. Рядки в думах виділяються за ознакою закінчення думки і групуються в уступи, періоди, тиради, які є своєрідними строфами дум. Рядки не мають визначеної сталої кількості складів (від 5—6 до 19—20 і більше складів у рядку), у свою чергу уступи не мають сталої кількості рядків (від 2—3 до 9—12). Імпровізацію дум полегшує вільне, нестале римування. Переважає дієслівне римування, яким поєднуються 2—3 рядки, а часом і більше — до 10 рядків підряд зі співзвучним кінцем.

### Композиція
Незважаючи на гнучкість виконання дум, досить стрункою і сталою є їх композиція, що характеризується рисами властивими тільки цьому жанру. Вона в абсолютній більшості текстів зберігає одні і ті ж складові елементи, жанрову структуру.
Думи починаються поетичним заспівом, який кобзарі часто називають «заплачкою». Цей початок найчастіше будується на основі художнього паралелізму:
Як у неділю рано-порано
Не голосні ї дзвони задзвонили,
Не сизопері орли защебетали,
А не сивая зозуля закувала;
То бідні невільники, сидя в неволі, заплакали.
(«Дума про невольників»)
То не ясний сокіл квилить-проквиляє,
Як син до батька, до матері у городи християнські поклони посилає.
(«Плач невільника»)
У неділю борзо рано-порану, зорями пораненьку
Сива зозуля налітала,
На могилі сідала,
Жалібненько закувала…
(«Плач зозулі»)
Після заспіву йде власне дума (розгортання сюжету з усіма епічними елементами композиції і ліричними відступами).
У канву сюжету можуть вводитися додаткові епізоди, але, як правило, дума не буває надмірно ускладненою: сюжет розгортається лінійно в хронологічній послідовності, події передаються якнайприродніше без елементів фантастики та несподіваних поворотів у розвитку дії.
Завершується дума кінцівкою, яка називається славословіє, бо у ній прославляються подвиги, відвага, справи героя, який переміг ворога або ж поліг за праведну справу:
Дай, Боже, щоб козаки пили та гуляли,
Хороші мислі мали,
Неприятеля під ноги топтали
Справа не вмре, не поляже,
Од нині довіку.
Даруй, Боже, на многії літа!
(«Козак Голота»)
І вже його слава не вмре, не поляже,
Буде слава поміж царями,
Поміж панами,
Поміж православними християнами.
(«Дума про втечу трьох братів з Азова»)
Часто окрім проголошення слави героям у закінченні висловлюється побажання добра народові чи безпосередньо слухачам думи:
Дай, Боже, на здоров'є на многії літа
Всім православним християнам,
На многії літа
До кінця віка.
(«Іван Богословець»)
Ой уклоняюся наперед Господу Богу,
І отаману — батькові кошовому,
І всьому товариству кревному і сердешному,
І всім головам слухающим,
І на многії літа до кінця віку!
(«Невільники на каторзі»)
Фабули та сюжети дум, як правило, пов'язані з історичним минулим народу, описують певні події, часто конкретних осіб. Побудовані вони за схемою епічних сюжетів, де присутні всі складові компоненти — зав'язка, розвиток дії, кульмінація, розв'язка. Рідше у твір вводяться ліричні відступи, що відіграють роль прологів та епілогів. Сюжет більшості дум, подібно до балад, розгортається в напруженому двобої протилежних сил — добра і зла. Як правило, це з одного боку козаки, охоронці рідної землі, а з іншого — вороги-нападники.

### Поетика
Поетика дум дуже своєрідна. Хоч у них і є художні засоби, типові для українського фольклору, однак співці дум використовують їх в оригінальних поєднаннях, невластивих для інших жанрів.
Заспіви, як правило, починаються вигуками «ой», «гей» і мають характер прелюдії, що переважно пояснює місце, час, обставини дії, характеристику подій або героїв. Тому в них часто вводяться пейзажні елементи, а то й доволі розгорнуті пейзажі. Побудовані вони найчастіше на прийомі паралелізму, який зустрічається і у самій розповіді, де виконує функцію підсилення психологізму, емоційної наснаги. Прийом паралелізму підсилюється нагромадженням однотипних фігур, найчастіше епітетів, які створюють певний настрій, глибше розкривають характер героя, детальніше описують події.
Наприклад, у думі про братів Азовських:
Із-під города з-під Азова то не великі тумани уставали,
Як три брати рідненькі,
Як голубоньки сивенькі,
Із города Азова, з тяжкої неволі
У землю християнську до батька, до матері, до роду утікали.
Таке нагромадження виражальних засобів є однією з характерних рис українського народного епосу. У пісні такого «згущення» майже не буває, бо вона обмежена певними ритмічними і мелодійними рамками. Але імпровізований характер дум відкриває для їх виконавців можливість використання цього прийому досить широко. Він певною мірою відіграє також роль уповільнення, яке досягається шляхом використання інших художніх засобів, зокрема повторенням близьких мотивів чи епізодів та ретардацією — спеціальним уповільненням розповіді через повторення певних фраз-формул, а також вводяться ліричні відступи. Це посилює епічність творів.

### Стилістичні особливості
Стиль дум підкреслено урочистий, піднесений, чому сприяє вживання певних поетичних форм, крім традиційних епітетів (земля християнська, тихі води, ясні зорі, мир хрещений, тяжка неволя). Найсвоєріднішим стилістичним поетичним засобом, що зустрічається в думах частіше, ніж в інших жанрах, є тавтологічні звороти чи синонімічні пари хліб-сіль, мед-вино, орли-чорнокрильці, дуки-срібляники, вовки-сіроманці, турки-яничари, п'є-гуляє, а також коренеслівні пари — піший-піхотинець, жити-проживати, кляне-проклинає, п'є-підпиває, квилить-проквиляє та ін.
Вони надають текстові певного емоційного відтінку. Урочистість стилю підкреслюється використанням архаїзмів, старослов'янізмів та полонізмів (златоглавий, глас, іспадати, розношати, соглядати, перст, глава та ін.). Ліризм дум підсилюється застосуванням здрібніло-пестливих форм типу неділенька, матіночка, братик ріднесенький, зозуленька, миленький, сивенький, жалібненько та ін.
Важливу поетико-змістову функцію виконують в думах риторичні запитання, риторичні оклики, звертання, як, наприклад, «земле турецька», «віро бусурманська», «браття козаки запорожці», а також анафора (єдинопочаток).

### Символіка
Символіка дум досить традиційна, але виконує не ту функцію, що у піснях, бо зумовлюється своєрідністю епічного стилю розповіді. Символи часто лежать в основі паралелізму. Найчастіше використовуються символи сокола-козака, круків-ворогів, зозулі-старої матері, вдови та ін. Думи насичені поетичними фігурами, які завжди емоційно наснажені, несуть важливе психологічне навантаження.

## Музично-стилістичні ознаки дум
Наспіви дум складаються з:
- речитативу на одному звуці в межах кварти:

- мелодичного речитативу або семантично однозначних речитативних поспівок:

- різної довжини мелодичних каденцій наприкінці тиради або її відрізків, т. зв. формули закінчень:

- вступної мелодичної формули на слові «гей!», т. зв. «заплачки»:

Речитативні поспівки, початкові й фінальні мелодичні формули прикрашені звичайно мелізмами. Ладову основу більшості дум утворить дорійський лад з підвищеним IV ступенем, з нижнім вступним тоном (VII) і субквартою (V). Підвищена IV ступінь використовується як вступний тон у домінанту, внаслідок чого V ступінь виконує функцію тимчасової тоніки. Оспівування збільшеної секунди, що утворилася між ІІІ й IV ступенями, створює специфічно «східний» колорит або передає почуття страждання (за висловом кобзарів «надає жалості»).

## Тематика дум
Думи — це козацький епос. Найінтенсивніше розвивалися у період боротьби з турками, татарами, поляками, росіянами та ін. Головні теми дум: турецька неволя («Невільники», «Плач невільника», «Маруся Богуславка», «Іван Богуславець», «Сокіл», «Утеча трьох братів із Азова»), лицарська смерть козака («Іван Коновченко», «Хведір Безрідний», «Самарські брати», «Смерть козака на Кодимській долині», «Вдова Сірка Івана»), визволення з неволі і щасливе повернення до рідного краю («Самійло Кішка», «Олексій Попович», «Отаман Матяш старий», «Розмова Дніпра з Дунаєм»), козацьке лицарство, родинне життя та осуд «дуків-срібляників» («Козак Голота», «Козацьке життя», «Ганжа Андибер»), визвольна війна Хмельницького («Хмельницький і Барабаш», «Корсунська битва», «Похід на Молдавію», «Повстання після Білоцерківського миру», «Смерть Богдана й вибір Юрія Хмельницького»), родинне життя («Вдова і три сини», «Дума про сестру та брата», «Прощання козака з родиною»). Поширеними були і пародійні  думи
У думах, на відміну від балад та епосу інших народів, немає нічого фантастичного.

### Думи про героїчну боротьбу українського народу проти турецько-татарських загарбників
Джерела цих найдавніших дум, що збереглися у записах 17 ст., сягають епохи 14 — 15 ст., коли грабіжницькі набіги кочових орд на українські землі були особливо активними. За тематикою, а значною мірою і за формою та стилем, з дум цієї групи перш за все виділяються «невільницькі плачі». Їх слід відносити до найдавніших зразків цього жанру, оскільки, як ми вже зазначали, думи сформувались на основі похоронних речитативних плачів.
Поетична форма цих дум (таких як «Невольники», «Плач невольників» та ін.) справді ґенетично пов'язана з голосіннями. Тут епічна розповідь, властива переважній більшості дум, поступається ліричним висловлюванням особистих переживань і почуттів. Зворушливий плач виконавців цих дум був спрямований на те, щоб викликати у слухачів співчуття до «всіх бідних невольників», передати безмежне бажання визволитися з кайданів, з темниць, втекти додому:
У край веселий,
У мир хрещений
В городи християнські.~
3 тяжкої турецької неволі,
3 каторги бусурманської,
На тихії води
На яснії зорі, Зміст таких творів складався з основних мотивів, перший з яких — нечувані страждання невольників, нестерпне становище їх, закутих в кайдани у в'язницях. Другий мотив — ностальгія, туга за рідним домом, землею зір (яких не могли бачити полонені в'язні) та водних джерел (невольників постійно мучила спрага). Часто ці думи завершувалися описом звільнення та повернення додому. Але коли врахувати той факт, що співцями-виконавцями дум були колишні воїни-козаки, які в бою чи частіше в полоні були покалічені (найчастіше осліплені), що після втечі з неволі ставали кобзарями (як це описано в поемах Шевченка «Невольник», «Сліпий»), то їхні невольничі плачі були справжньою поетичною сповіддю, що викликала у слухачів співчуття до гіркої долі бранців і спонукала молодих козаків до ратних подвигів у боротьбі проти загарбників-мусульман за звільнення єдиновірних братів.
Наступним тематичним циклом дум періоду турецько-татарських загарбань, який за змістом та ідейністю є спорідненим з першим, — є думи про визволення з турецької неволі, в яких прославляються герої, що, ризикуючи власним життям, рвуть кайдани свої та своїх побратимів і, долаючи складні обставини, перешкоди, що трапляються на їхньому шляху, повертаються на рідну землю, додому. Найважливішим мотивом цих дум є не стільки особиста мужність, відвага і сила, а, перш за все, — відданість своєму товариству, єдиній спільній ідеї, всьому народові. У них високо підноситься ідея бойового братства, і водночас гостро і безкомпромісно засуджується зрада інтересам козацтва, віровідступництво людей, що силою обставин чи заради особистої вигоди переходили на бік ворога, порушуючи освячені віками норми моралі, суспільного співжиття українців, козацького побратимства.
Найвідомішою з цього циклу є «Дума про Самійла Кішку» — одна з найбільших українських дум (390 рядків) з широко розгорнутим епічним сюжетом.
Ще одна дума цього циклу — «Маруся Богуславка» описує патріотичний вчинок української дівчини-полонянки, яка, будучи дружиною турецького паші, у час його відсутності відпускає з темниці козаків невольників, хоч знає, що за це вона може бути тяжко покарана. Сюжет думи з цього циклу «Втеча трьох братів з города Азова, з турецької неволі» не прив'язаний до якогось історичного факту, а відображає типовий для того часу гостро драматичний епізод втечі з полону.
До першої групи дум, крім «невольничих плачів», належить ще кілька тематичних циклів. Їх можна об'єднати визначенням: думи, що уславлюють героїзм козаків, які спинили наступ чужинських орд на східнослов'янські землі. Тут оспівується лицарська відвага у битвах з ворогами, героїка морських походів («Буря на Чорному морі»). Вони відрізняються від попередніх тим, що в них немає нічого від плачів і голосінь, основна їх мета — прославити геройські подвиги народних захисників. Найпопулярнішою серед них є «Дума про козака Голоту» чи «Козак-нетяга».
Дещо окремо стоїть цикл дум про смерть козака, але навіть і в них уже не стільки робиться наголос на оплакуванні загиблого (хоч і цей елемент, звичайно, присутній, як це вимагала древня традиція), як на звеличенні його геройських вчинків, перемог, духовних якостей, вірності своєму народові. Оптимізм цих дум утверджується глибоким запевненням, висловленим у них, що справа, за яку козак віддав своє життя, не загине, що його побратими помстяться ворогам, а народ здобуде довгождану волю.
Окремих героїв цих дум названо власними іменами, але частина узагальненим — козак. У такий спосіб народ витворив свій ідеал героя з високими моральними рисами, де над усе славилась героїчна смерть у боротьбі з ворогом за визволення свого народу. Італійський професор Доменіко Чамполі, вивчаючи думи та історичні пісні українського народу, сказав про героїв нашого епосу: «Козаки — це надзвичайно симпатичні типи слов' янського племені, горді й відважні лицарі, які сміливо дивляться у вічі смерті, завжди готові на двобій з небезпекою…» І далі, змальовуючи образ козака: «Шабля — його хрест, перемога — його бог, а пісня є його молитвою… Своїм іменем і серцем він ніс волю, і свідомість волі зробила з нього воїна і поета. Він є зразком творчого героя».

### Думи про героїчну боротьбу українського народу проти шляхетсько-польського поневолення
Ця друга велика група дум — твори доби Хмельниччини. Вони кардинально відрізняються від дум першої групи. Передусім характером оповіді, ставленням до описуваних подій. У них повністю зникають елементи голосінь. Зберігши речитативну манеру виконання, думи цього періоду набули нового звучання — це вже не плач за невольниками, а утвердження бойового духу козацтва. Основна тема цих дум — національно-визвольна війна 1648–1654 рр. під проводом Богдана Хмельницького. Ці думи мають не лише фольклорне значення, а й соціально-історичне, бо в них, окрім оспівування життя і подвигів козацтва, велика увага приділена конкретним історичним особам, епізодам з їхнього життя.
За тематикою ці думи можна поділити на дві підгрупи: перша — про великі битви і подвиги народу у визвольній війні, оспівування його національної свідомості, козацької гідності, організованості, одностайності, що стало запорукою багатьох перемог. Сюди належать такі думи, як «Перемога під Корсунем», (чи «Корсунська перемога»).
Друга підгрупа дум цього періоду присвячена конкретним історичним особам — Богданові Хмельницькому, Іванові Богуну, Данилові Нечаю, Павлові Тетері та ін. Найпоширенішим є цикл про народного ватажка Б. Хмельницького. Особливо популярною була дума «Хмельницький і Барабаш». У ній розповідається про події, що передували визвольній війні, які описані також у літописах Самійла Величка і Григорія Грабянки, і широко побутували у вигляді народних легенд.

### Соціально-побутові думи
Суспільно-побутові думи є своєрідним продовженням традиції дум. Написані здебільшого в період Руїни — час занепаду національної свідомості та посилення національно-політичного гніту вони не містять згадок про конкретні історичні особи чи історичні події. У них знову діють безіменні герої-козаки, але вже не в царських походах, боях і перемогах, а в побутових ситуаціях. змальовуються явища суспільного та родинного життя, стосунки козака зі своєю ріднею — сестрою, матір'ю («Козак-нетяга і сестра», «Сестра та брат», «Вдова і три сини», «Вітчим»). Основними сюжетами цих дум є від'їзд козака з дому («Прощання козака») або ж і повернення («Повернення Удовиченка до матері»).
Повністю зберігаючи усталену віками традицію, елементи побудови думи, художньо-виражальні засоби, ці твори не мають переможного козацького пафосу. Знову повертаються елементи плачу: сестра плаче, відправляючи брата у військо, мати — дізнавшись те, що син загинув чи потрапив у полон. Часом уривки дум є справжніми зразками народних голосінь. Уже в заспівах цих творів звучать нотки трагічності — слова сестри порівнюються з куванням зозулі (провіщення козакові долі). У прощанні брата з сестрою відчувається, що він ніколи не повернеться додому. Подібний мотив зустрічається в думах, де сестра, опинившись у полоні «на чужій стороні, при лихій хуртовині-недолі», голосить, кличучи брата на допомогу:
Прошу тебе, — через бистрії ріки білим лебедоньком припливи,
Через широкії степи — малим-невеличким перепелоньком перебі жи,
Через темні луги — ясним соколоньком перелети,
А в моїм дворі — сивим голубоньком сядь-пади,
Жалібненько загуди,—
Тугу мою, брате, розділи.
(«Сестра і брат»)
Слова брата є поетичною алегорією, що виражає неможливість зарадити біді і провіщає, що вони ніколи не зустрінуться знову:
Не виглядай мене, сестро, ні з чистого поля,
Ні з буйної войни,
Ні з славного люду Запорожжа,
А возьми ти жовтого піску в жменю,
Посій його на білому камені;
Як буде жовтий пісок на білому камені сходити,
Хрещатим барвінком у три ряди встилати,
Хрещатий барвінок голубим цвітом процвітати;
Будуть, сестро, о Петрі бистрі ріки замерзати,
А об Різдві калина в лугах білим цвітом процвітати,
То тоді вже буду в ваш дом гостем прибувати.
Таким чином, думи повернулися до своїх прадавніх витоків — голосінь з усіма їх атрибутами — ліризмом, насиченою образністю, вираженою алегоріями-символами, високим рівнем поетизації думки, де епічний елемент поступається місцем ліричному — висловлення думок, почуттів, переживань героїв. У цих творах герой національного епосу — передусім людина, а не воїн — носій високих моральних якостей та етичних принципів. І хоч життя козака минало у військових битвах, пожежах і складних обставинах, — його серце не зчерствіло, він здатний на глибокі почуття, велику любов до матері, батька, сестри, нареченої. У цих думах втілились найвищі моральні цінності українського народу.
Думами кінця 18 ст. завершується розвиток цього жанру. Якщо окремі зразки дум і з'являлися після 18 ст., то. більшість учених схильні вважати їх майстерними поетичними стилізаціями, тому не зараховують до текстів народної творчості. Тим більше це можна сказати про «думи», які видавалися за шедеври народної творчості в радянські часи.

## Думи в художній літературі
Ідеї, образи, поетичні й музичні особливості Д. активно використовувалися в худож. літ. (М.Гоголь, Т.Шевченко, А.Малишко та ін.), в образотворчому мист-ві (Л.Жемчужников, С.Васильківський, М.Дерегус та ін.), у музиці (М.Лисенко, Д.Січинський, М.Вериківський та ін.).